# Маоисты (Непал)
Непа́льские маои́сты — политическое движение в Непале, включающее несколько коммунистических партий и групп страны, придерживающихся маоизма и марксизма-ленинизма.
В 1996 году подняли вооружённое восстание («Народную войну») против королевской власти. Во время гражданской войны 1996—2006 годов контролировали значительную часть территории страны. Добились перехода Непала от монархии к федеративной республике.

## История
Коммунистическая партия Непала (маоистская) была основана в 1994. Её возглавляет Пушпа Камал Дахал (называемый также Председатель Прачанда). Партия возникла в результате раскола с Объединенным центром Коммунистической партии Непала и до 1995 года носила название КПН (Объединённый центр). С 13 февраля 1996 «Народная непальская армия», вооруженное крыло КПН (м) начала «продолжительную Народную войну» «против королевской власти, феодализма и кастовой системы». Важную роль в подготовке инициализации Народной войны в Непале сыграли индийские маоисты (наксалиты) которые ведут такую же войну в Индии с конца 60-х годов (в условиях многопартийной демократии).
Основной целью маоистов являлось свержение монархии и установление «Новой демократии». Основой «Новой демократии» стали идеи Мао Цзэдуна о «блоке четырёх классов» в Китае после Новодемократической революции, когда целью является построение коммунистического общества, но в экономической сфере сохраняются в значительной мере капиталистические методы хозяйствования.
КПН (М) входит в Революционное международное движение (РИМ) и Координационный комитет маоистских партий и организаций Южной Азии.
Государственный департамент США объявил маоистскую коммунистическую партию Непала террористической организацией, и осуществлял разнообразную помощь в этой связи сторонникам восстановления королевской власти. Непальские маоисты принудительно включали несовершеннолетних в свои формирования, в контролируемых маоистами районах их вооруженные отряды насильно забирали несовершеннолетних из деревень в свои лагеря для пополнения, а также имели место случаи убийств несогласных. ООН выражала обеспокоенность этим.
1 июня 2001 года наследник непальского престола, принц Дипендра, убил своего отца — короля Бирендра, мать — королеву Эшвариа, брата — принца Нираджан и ещё шесть членов семьи. Затем принц-убийца выстрелил в себя. На престол вступил его дядя Гьянендра, брат покойного короля. То, что монарх, которого рассматривали как воплощение бога Вишну, был убит собственным сыном-наследником, потрясло непальское общество и дало политические преимущества маоистам. Был это тщательно спланированный заговор или только неадекватность убийцы, остается неизвестным.
В 2001 правительственная армия Непала предприняла массированное наступление против маоистов, особенно активное — в западных районах Непала, где непальские маоисты полностью контролировали часть горных территорий. Уничтожить вооруженные формирования маоистов не удалось и зона их контроля постепенно расширялась. К концу войны маоистские вооруженные формирования были активны, хотя и в различной степени, в 68 из 75 департаментов страны.
21 ноября 2006 года были подписаны мирные соглашения, которые предусматривали разоружение маоистов с последующей их интеграцией в состав армии и государственного аппарата.
14 января 2007 маоисты добились, чтобы парламент Непала принял временную конституцию, по которой король лишается статуса единоличного правителя государства. При этом маоисты получили места в парламенте и в кабинете министров.
1 апреля 2007 года было сформировано новое правительство Непала, в состав которого вошли пять министров-маоистов. 18 сентября 2007 года министры от КПН (М) вышли из правительства по причине отказа властей выполнить их требования, среди которых было требование объявления Непала республикой перед выборами в Конституционную Ассамблею, запланированными на ноябрь, а также требование о введении выборной системы на основе пропорционального представительства. 31 декабря 2007 года, после удовлетворения требований маоистов, пятеро их министров снова приступили к своим обязанностям.
10 апреля 2008 года на выборах в Конституционную Ассамблею КПН (М), которая рассматривалась как временный орган власти со сроком полномочий в два года, получила около 30 % голосов избирателей и получила 220 из 575 мест. Высокие показатели были в большой степени результатом того, что населению маоисты предлагали мир в обмен на места во властных структурах — это было прямо сказано на маоистских плакатах того времени (по утверждениям самих маоистов, их успех был связан с тем, что они «не были замешаны в коррупционных скандалах»). После добавления партии ещё 9 мест Советом министров партия получила в итоге 229 мест из 601 возможного. Кроме того, 103 места на выборах получила Коммунистическая партия Непала/Объединённые марксисты-ленинисты. Также в Конституционной Ассамблее представлены Коммунистическая партия Непала (марксистско-ленинская) и Коммунистическая партия Непала (объединённая). Вместе они составили квалифицированное большинство в законодательных органах власти Непала.
28 мая 2008 года Непал был провозглашён федеративной демократической республикой. В августе 2008 года правящей парламентской коалицией было сформировано Правительство Непала, в состав которой вошли маоистская Компартия, марксисты-ленинисты и «Мадхеси Джана Адхикар Форум».
Лидер маоистов Пушпа Камал Дахал 12 августа 2008 года был избран премьер-министром. Он ушёл в отставку с этого поста в мае 2009 года из-за отказа главнокомандующего армии взять, в соответствии с ранее достигнутыми договорённостями, часть бывших маоистских партизан в состав регулярной армии.
В результате неофициальных парламентских переговоров новым премьер-министром страны стал Мадхав Кумар Непал — Генеральный секретарь Коммунистической партии Непала/Объединённые марксисты-ленинисты. Под давлением маоистов, организовавших в мае 2010 года массовые протесты за его отставку, в июне он официально подал заявление об отставке.
В связи с договорённостью, в свете этой отставки, маоисты также пошли на уступку и согласились проголосовать за продление срока полномочий Конституционной Ассамблеи ещё на один год.
Многочисленные попытки вновь переизбрать премьер-министром Пушпа Камал Дахал или другого ставленника маоистов провалились в парламенте, и Мадхав Кумар Непал продолжает руководить правительством в качестве «исполняющего обязанности».
В январе 2009 года Коммунистическая партия Непала (маоистская) объединилась с небольшой Коммунистической партией Непала (единый центр — Масал), в результате чего партия получила своё нынешнее название: Объединённая коммунистическая партия Непала (маоистская).

### На русском языке
- МИД РФ о деятельности левых экстремистов в Непале
- Александр Тарасов. Партизанские страсти. Невидимая миру война в Шангри-Ла
- Дорогами хиппи
- Статья о специфике и истории непальского маоизма до 2001 года.

- НБП в революционном Непале

### На английском языке
- Маоисты в Непале — хронология
- Официальная страница Маоистской компартии Непала
- Непал: маоисты требуют выкуп за страну и народ
- Страну охватил вымогательский террор маоистов
- Непал: маоисты должны выпустить детей-солдат
- Непал: в десятилетнюю годовщину гражданской войны жестокости маоистов должны кончиться
- Китайское оружие для непальских маоистов?
- Путешествие к маоистам
- Поездка на территорию маоистов
- Обеспокоенность США маоистской проблемой Непала
- Итнервью с председателем Прачанда
- interview with Baburam Bhattarai, No.2 in CPN(M) Washington Times 14 декабря 2002
- Li Onesto, a sympathetic journalist who has spent a great deal of time covering the Maoists
- An audio presentation by Li Onesto on the people’s war
- Left Hook on Nepal’s Civil War
- Nepal Maoists, live news feed
- A critical view of the Maoists from Global Security

Обзор революционных событий в Непале